# Heaven and Earth (album Ala Jarreau)
Heaven and Earth – album studyjny Ala Jarreau, wydany 22 czerwca 1992 roku jako CD.
Album doszedł do 2. miejsca na liście Contemporary Jazz Albums tygodnika Billboard. 
W 1993 roku zdobył nagrodę Grammy w kategorii: Best R&B Vocal Performance, Male. 

## Historia albumu
Album Heaven and Earth był kolejną próbą Jarreau wejścia na rynek rhythm and bluesa. W tym celu artysta zwrócił się do producenta Narady Michaela Waldena, który, idąc z duchem czasu, zaaranżował kilka ścieżek rhythm and bluesowych w stylu hip-hopowym, a kilka innych – balladowym. Album zamknął utwór „Blue In Green (Tapestry)” Milesa Davisa/Billa Evansa, który Jarreau potraktował pomysłowo wykorzystując swoje wszechstronne możliwości ekspresyjne.

## Lista utworów
Lista i informacje według Discogs:
| Nr  | Tytuł utworu                                       | Kompozytorzy                                                  | Długość |
| --- | -------------------------------------------------- | ------------------------------------------------------------- | ------- |
| 1.  | „What You Do To Me”                                | C. Richardson, L. Batiste, L. Biancaniello, N. Michael Walden | 4:33    |
| 2.  | „It's Not Hard To Love You”                        | K. Walden, N. Michael Walden, S. Jo Dakota, S. Jett           | 6:09    |
| 3.  | „Blue Angel”                                       | J. Miro, N. Michael Walden, S. Jett                           | 5:05    |
| 4.  | „Heaven And Earth”                                 | L. Biancaniello, L. Biancaniello                              | 4:24    |
| 5.  | „Superfine Love”                                   | J. Cohen, L. Biancaniello, N. Michael Walden                  | 5:20    |
| 6.  | „Whenever I Hear Your Name”                        | J. Cohen, N. Michael Walden                                   | 5:27    |
| 7.  | „Love Of My Life”                                  | A. Jarreau, J. LaRue, J. Miro, N. Michael Walden, S. Jett     | 4:00    |
| 8.  | „If I Break”                                       | A. Jarreau, M. Mani, N. Michael Walden                        | 5:45    |
| 9.  | „Blue In Green (Tapestry) Part I - The Dedication” | A. Jarreau, F. Martin, M. Davis                               | 2:52    |
| 10. | „Blue In Green (Tapestry) Part II - The Dance”     | A. Jarreau, F. Martin, M. Davis                               | 3:24    |
|     |                                                    |                                                               | 46:59   |

### Muzycy
- śpiew – Al Jarreau
- chórki – (utwór 7), Chris Hawkins (2), Claytoven Richardson (1–4, 7, 8), Jeanie Tracy (4), Kitty Beethoven (1, 2), Nikita Germaine (1, 7), Raz Kennedy (3), Rebecca West (2), Sandy Griffith (1, 2, 7), Skyler Jett (1–3, 7, 8), Tony Lindsay (4, 6, 8)
- gitara basowa – Joel Smith (2, 7, 10), Myron Dove (1)
- kontrabas – Jeff Chambers (9)
- instrumenty klawiszowe – Frank Martin (5, 6, 9), Louis Biancaniello, Mike Mani (8)
- gitara – Corrado Rustici (5), Vernon Black (1)
- obój – Paul McCandless (8)
- instrumenty perkusyjne – Marquinho Brazil (5)
- saksofon – Dan Higgins (1)
- trąbka – Jerry Hey (1), Robbie Kwock (5)

### Pozostałe informacje
- aranżacja, produkcja – Narada Michael Walden
- kierownictwo artystyczna – Deborah Norcross

## Listy tygodniowe
| Kraj              | Lista                      | Pozycja |
| ----------------- | -------------------------- | ------- |
| Austria           | Ö3 Austria Top 40          | 38      |
| Holandia          | MegaCharts                 | 75      |
| Niemcy            | Offizielle Deutsche Charts | 59      |
| Szwajcaria        | Schweizer Hitparade        | 38      |
| Stany Zjednoczone | Billboard 200              | 105     |
| Stany Zjednoczone | Top R&B/Hip-Hop Albums     | 30      |
| Stany Zjednoczone | Contemporary Jazz Albums   | 2       |